# Enric Masip

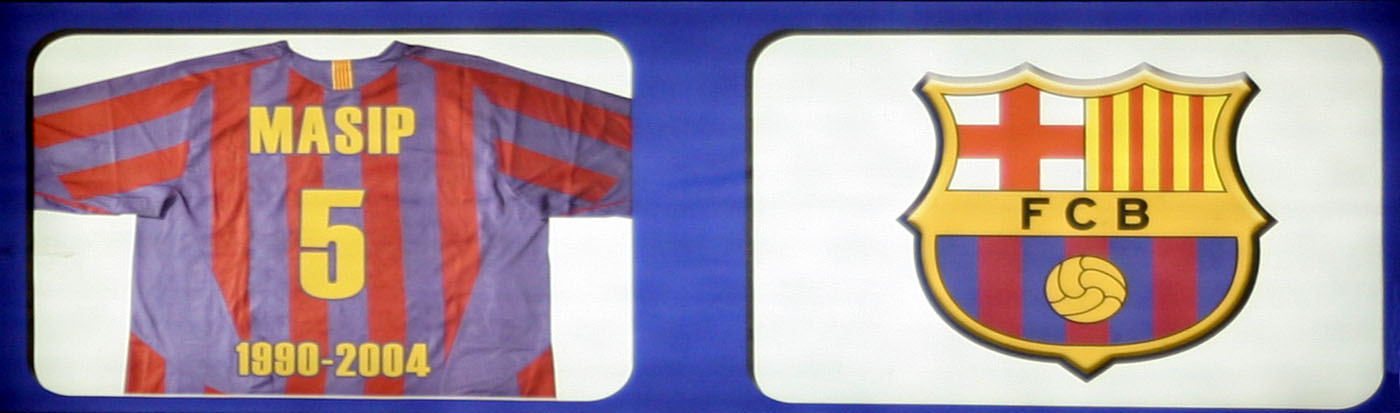
Shirt van Enric Masip

Enric Masip Borràs (Barcelona, 1 september 1969) is een voormalig Spaans handballer. Hij wordt beschouwd als een van beste handballers ooit.
Masip begon zijn loopbaan bij BM Granollers. Van 1990 tot 2004 speelde hij voor FC Barcelona Handbol, waar de Catalaan zeven landstitels, vijf Spaanse bekers en zes Champions Leagues won. Daarnaast won Masip met Spanje de bronzen medaille op de Olympische Zomerspelen van 2000.

## Erelijst
FC Barcelona
- EHF European Cup: 1990/91, 1995/96, 1996/97, 1997/98, 1998/99, 1999/00
- EHF Cup Winners’ Cup: 1993/94, 1994/95
- EHF Supercup: 1996/97, 1997/98, 1998/99, 1999/00
- Liga ASOBAL: 1990/91, 1991/92, 1995/96, 1996/97, 1997/98, 1998/99, 1999/00
- Copa del Rey de Balonmano: 1992/93, 1993/94, 1996/97, 1997/98, 1999/00
- Copa ASOBOL: 1994/95, 1995/96, 1999/00, 2000/01, 2001/02
- Supercopa de España de balonmano: 1990/91, 1991/92, 1993/94, 1996/97, 1997/98
- Lliga de Catalunya: 1987/88, 1988/89, 1990/91, 1991/92, 1992/93, 1993/94, 1994/95, 1996/97
- Lliga dels Pirineus: 1997, 1998, 1999, 2000, 2001